# دارالترجمه
دارالترجمه یا دفتر ترجمه رسمی (translation bureau یا translation office) موسسه‌ای است که وظیفه عمده آن برگرداندن متون از زبان مبدأ به زبان مقصد است. دارالترجمه محل کار مترجمان است. همان گونه که ترجمه، گستره وسیعی از فعالیت‌ها را پوشش می‌دهد، حوزه عمل دارالترجمه نیز روز به روز گسترده‌تر شده است. ترجمه متن، ترجمه شفاهی، ترجمه کنفرانس، ترجمه فیلم و نوار از جمله فعالیت های دارالترجمه ها است.
مجوز دارالترجمه توسط اداره کل ترجمه رسمی تحت معاونت حقوقی قوه قضائیه صادر می‌گردد.

## واژه‌شناسی
در آخرین مصوبه اداره امور مترجمان رسمی نام دارالترجمه از واژگان رسمی کشور حذف شد و به جای آن «دفتر ترجمه رسمی» وارد شد؛ و دارالترجمه‌ها را بر اساس شماره می‌شناسند.

## انواع
دارالترجمه‌ها بر دو نوع هستند. برخی کارهای رسمی و برخی کارهای غیررسمی را انجام می‌دهند. کارهای رسمی یعنی ترجمه اسناد و متونی که ترجمه آنها منوط به تاییدیه مترجم رسمی و پس از آن دادگستری و وزارت امور خارجه (در ایران) است. این دارالترجمه‌ها به لحاظ فنی، باید به اداره فنی دادگستری پاسخگو باشند و این مرجع، نهاد رسیدگی کننده به شکایات ارباب رجوع می‌باشد.
دارالترجمه‌های رسمی دارای مهر تأیید مربوط به دفتر خود با شماره معینی می‌باشند و در این دفاتر سه نوع سربرگ و مهر مترجم، سربرگ و مهر قوه قضاییه، سربرگ وجود دارد. تمامی مدارکی که به اصطلاح ترجمه می‌شوند در دارالترجمه به صورت محرمانه و توسط مترجم قسم خورده صورت می‌گیرد و تمامی محتوای ترجمه باید معادل با سند رسمی باشد.
برخی از دارالترجمه‌ها نیز صرفاً امور دانشجویی و مقالات و کتب را ترجمه می‌کنند که البته مسئولیت حقوقی در باب ترجمه‌های نادرست بر عهده آنها نیست (در ایران) و در صورت بروز اشتباه در کار ترجمه، اداره فنی دادگستری نمی‌تواند پیگیر شکایات باشد و اساساً شکایت از این مراکز را نمی‌پذیرد چون اصالتاً معتقد بر غیرقانونی بودن آنها است و باید شکایت رو از طریق دادگاه پیگیری نمود.

## خدمات دارالترجمه‌ها
برخی از خدماتی که نیاز به دارالترجمه رسمی دارند عبارتند از:
- مدارک تحصیلی در مقاطع ابتدایی و راهنمایی و دبیرستان و پیش دانشگاهی
- مدارک تحصیلی مربوط به وزارت علوم
- مدارک تحصیلی مربوط به دانشگاه آزاد
- مدارک تحصیلی مربوط به وزارت بهداشت درمان و آموزش پزشکی
- گواهی‌های پزشکی و بیمارستانی
- (رونوشت) سند ازدواج یا طلاق
- گواهی کار از شرکتهای خصوصی
- گواهی کار از ارگانهای دولتی
- گواهی سوء پیشینه
- سند ملکی
- وکالتنامه
- برگه معاملات قطعی
- ترجمه و تأیید پروانه مطب و پروانه دائم پزشکی
- مبایعه نامه، اجاره نامه، اقرار نامه و تعهد نامه
- استشهادیه
- احکام
- کلیه گواهی‌های مالی
- کلیه مدارک مربوط به شرکتها، اساسنامه، شرکت نامه، ...
- ترازنامه‌های مالی شرکت‌ها
- مدارک صادره از سایر کشورها

## شرایط تأسیس دارالترجمه و اعطای پروانهٔ مترجمی رسمی به متقاضیان
۱- حداقل ۲۵ ساله بودن
1. قبولی در آزمون کتبی (تست چهارگزینه ای زبان عمومی و ترجمه متن از زبان مورد تقاضا به فارسی و برعکس)
2. عدم اشتهار به فساد اخلاقی عقیدتی
3. نداشتن سوء پیشینه مؤثر کیفری
4. عدم اعتیاد به مواد مخدر
5. مورد وثوق و اعتماد باشد
6. داشتن مدرک دانشگاهی مرتبط الزامی نیست، اما در نمره مصاحبه بعد از آزمون کتبی تأثیرگذار است.

طبق مادهٔ ۴ الحاقی ۲۹/۴/۱۳۷۶ پروانه مترجمی سه سال اعتبار دارد و تمدید آن به درخواست متقاضی و پرداخت هزینه مطابق تعرفه قانونی وابسته می‌باشد.